# Lyft
Lyft es una empresa de transporte estadounidense que conecta conductores y usuarios de coches compartidos por medio de una aplicación móvil. Creada en 2012, está presente en más de 350 ciudades de Estados Unidos. En abril de 2017, fue valorada en $ 7.500 millones y recaudó US$ 2.610 millones en una ronda de inversiones. Ese mismo año de 2017 llegó a Canadá. Entre sus competidores se encuentran marcas como Uber o Cabify.

## Historia
Lyft fue fundada en el verano de 2012 por Logan Green y John Zimmer como una sección de servicios de Zimride, una empresa de transporte colaborativo que ambos habían fundado en 2007. Zimride ofrecía trayectos solidarios entre largas distancias, siempre entre dos ciudades, y conectaba conductores y trayectos a través de una conexión en Facebook. La empresa se convirtió poco después de su lanzamiento en el mayor programa de trayectos solidarios de Estados Unidos.

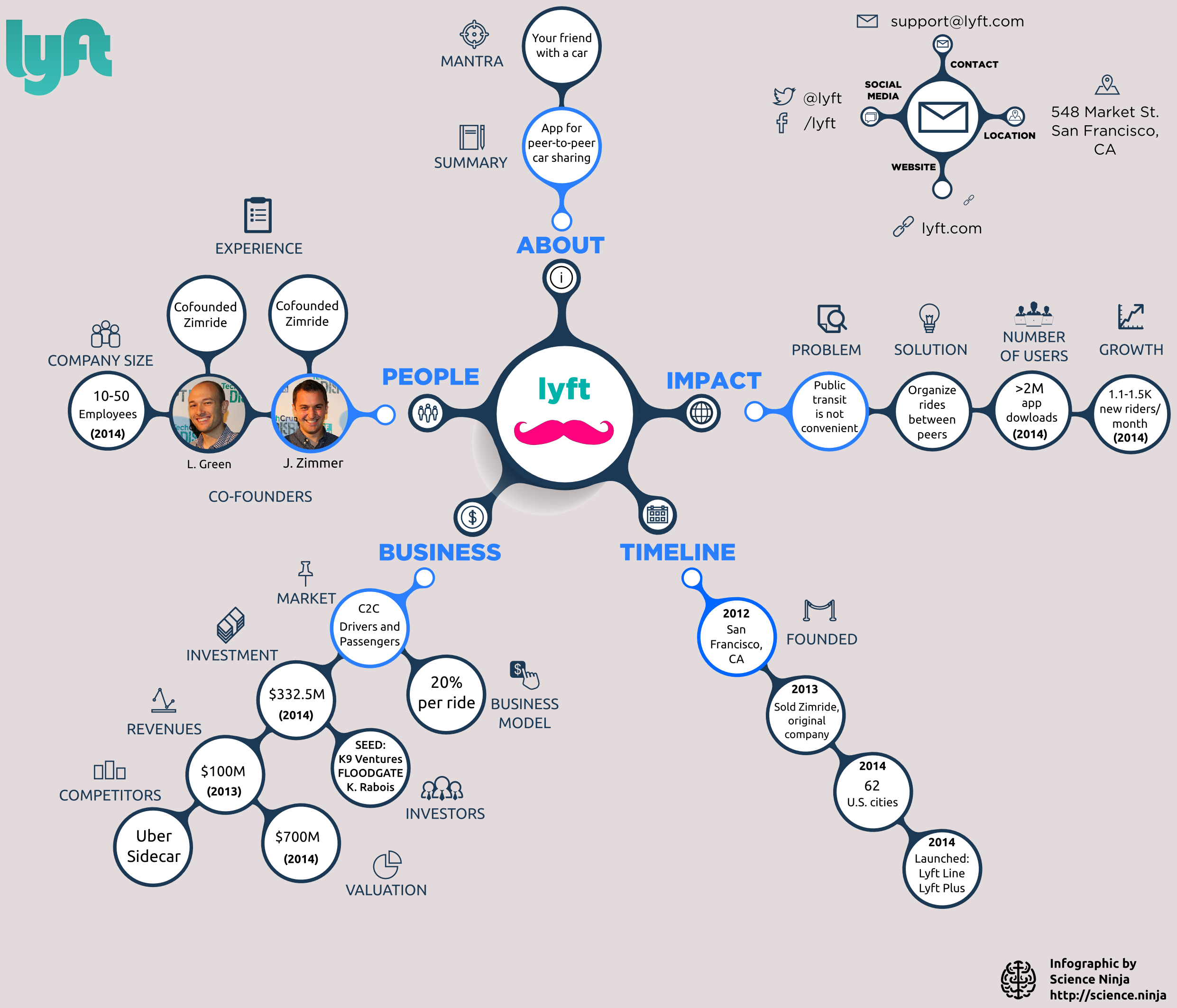
Infografía sobre Lyft.

Logan Green creó Zimride tras compartir el coche con otros estudiantes en un viaje de la Universidad de California en Santa Bárbara hasta Los Ángeles. Primero usó un foro en Craigslist, pero la intención era eliminar toda ansiedad en no conocer al conductor o al pasajero. Cuando Facebook abrió la API a terceros, Green se puso en marcha. Los dos fundadores de la empresa fueron presentados por medio de amigos en común y inicialmente se conocieron en Facebook. El nombre de la empresa vino del país Zimbabue, donde durante un viaje en 2005, Green observó habitantes locales compartiendo minivans como taxis con ese nombre. La versión de pruebas fue lanzada inicialmente en la Universidad Cornell, donde tras seis meses tenía más del 20% del campus registrado. Con la información del perfil de Facebook, los conductores y los pasajeros podían tener información entre ellos. En mayo de 2013, el nombre de la empresa cambió de Zimride a Lyft. El cambio de nombre se fraguó en un hackathon semanal que descubrió el compromiso y la preferencia de los usuarios.
El 27 de marzo de 2023, los fundadores de la empresa, Logan Green y John Zimmer, anunciaron que abandonarán sus responsabilidades diarias en la empresa.